# اولنا خومرووا
اولنا خومرووا (اوکراینی: Олена Хомрова؛ زادهٔ may ۱۶, ۱۹۸۷ (۳۷ سال)) شمشیرباز اهل اوکراین است.
وی در مسابقات کشوری و بین‌المللی در مجموع برندهٔ ۴ مدال طلا، ۷ مدال نقره، ۱ مدال برنز شده‌است.